# 傑米·查德威克
傑米·查德威克（英語：Jamie Laura Chadwick，1998年5月20日—），是一位英國賽車手，與大衛·庫塔一起代表英國參加2022年世界车王争霸赛。她在2019年和2021年獲得女子方程式錦標賽冠軍，並且是一級方程式車隊威廉姆斯車隊的發展車手，威廉斯車手學院成員之一。

## 個人生活
傑米·查德威克於1998年5月20日出生於巴斯，並在曼島長大。她的父親邁克爾是一名房地產開發商，她的母親賈斯敏是一名印度裔女商人。查德威克在車特咸學院上學，這是一所英國獨立中學，位於英格蘭告士打郡車特咸，學生多寄宿。她目前居住在倫敦，與澤西賽車手Struan Moore交往。

## 生涯

### 2010–16年：生涯早期
查德威克11 歲時在卡丁車開始了她的賽車生涯，跟隨她的兄弟奧利弗（Oliver）進入這項運動。她於2013年開始賽車，當時她拒絕參加英格蘭18歲以下曲棍球隊比賽並參加 Ginetta Junior 獎學金周末的比賽，在那裡她贏得了獎學金以參加2013年吉內塔青年錦標賽。查德威克與她的兄弟一起為JHR Developments車隊比賽，並在錦標賽中獲得第十名。她繼續參加2014年吉內塔青年錦標賽，在這一年中五次登上領獎台，獲得錦標賽中的第八名。
2015年3月，查德威克成為2015年英國 GT 錦標賽中Beechdean Motorsport車隊的車手之一，參加 GT4 級別的比賽。查德威克和她的隊友羅斯·岡恩駕駛阿斯頓馬丁 V8 Vantage在本賽季的中獲得了兩場胜利和五次登上領獎台，其中包括在銀石 24 小時比賽。這使查德威克成為英國 GT 錦標賽的第一位女性冠軍和最年輕的冠軍。
2016年，查德威克留在英國 GT 錦標賽，在 GT4 職業組中駕駛 Generation AMR SuperRacing 參加第一、第二和第六輪比賽，然後返回Beechdean Motorsport參加職業業餘配對賽，與保羅·好萊塢一起參加本賽季的最後三場比賽。
查德威克最終在錦標賽中獲得第十五名。
查德威克還參加了2016年VLN賽季的第9場比賽，駕駛Nexcel AMR 阿斯頓馬丁 GT8並在SP8組別中獲得第三名。

### 2017–19年：參加開輪式賽車賽事
查德威克於2017年參加開輪式賽車 賽車，加入Double R Racing參加2017 BRDC 英國三級方程式錦標賽。她在錦標賽第五站的羅金厄姆中獲得了她本賽季的第一個也是唯一一個頒獎台，最終獲得了錦標賽的第九名。2018 賽季，查德威克繼續參加2018 BRDC 英國三級方程式錦標賽，轉投Douglas Motorsport。8月，她在布兰兹哈奇赛道的第二場比賽中奪冠，成為第一個贏得英國 F3比賽的女性車手，並最終獲得了錦標賽的第八名。
查德威克還參加了2018年紐伯格林24小時耐力賽，與喬納森·亞當、亞歷克斯·林恩和彼得·凱特一起駕駛阿斯頓馬丁 Vantage V8 GT4 參加SP8級別的比賽。該團隊在組別中排名第五，整體排名第六十。
查德威克於2018年11月開始參加2018-19MRF挑戰賽，並在兩個初始練習賽中均名列前茅。查德威克在錦標賽的前幾輪比賽中取得了成功，在杜拜賽季開幕戰五場比賽中的三場比賽中獲得第二名。隨後，她在巴林和金奈的剩餘10場比賽中贏得了6場，成為第一位贏得MRF挑戰賽的女車手。查德威克還與電動方程式車隊蔚来333电动方程式车队在利雅得和馬拉喀什站進行了兩次試駕。

### 2019年至現在：女子方程式,威廉姆斯車隊和普雷马车队

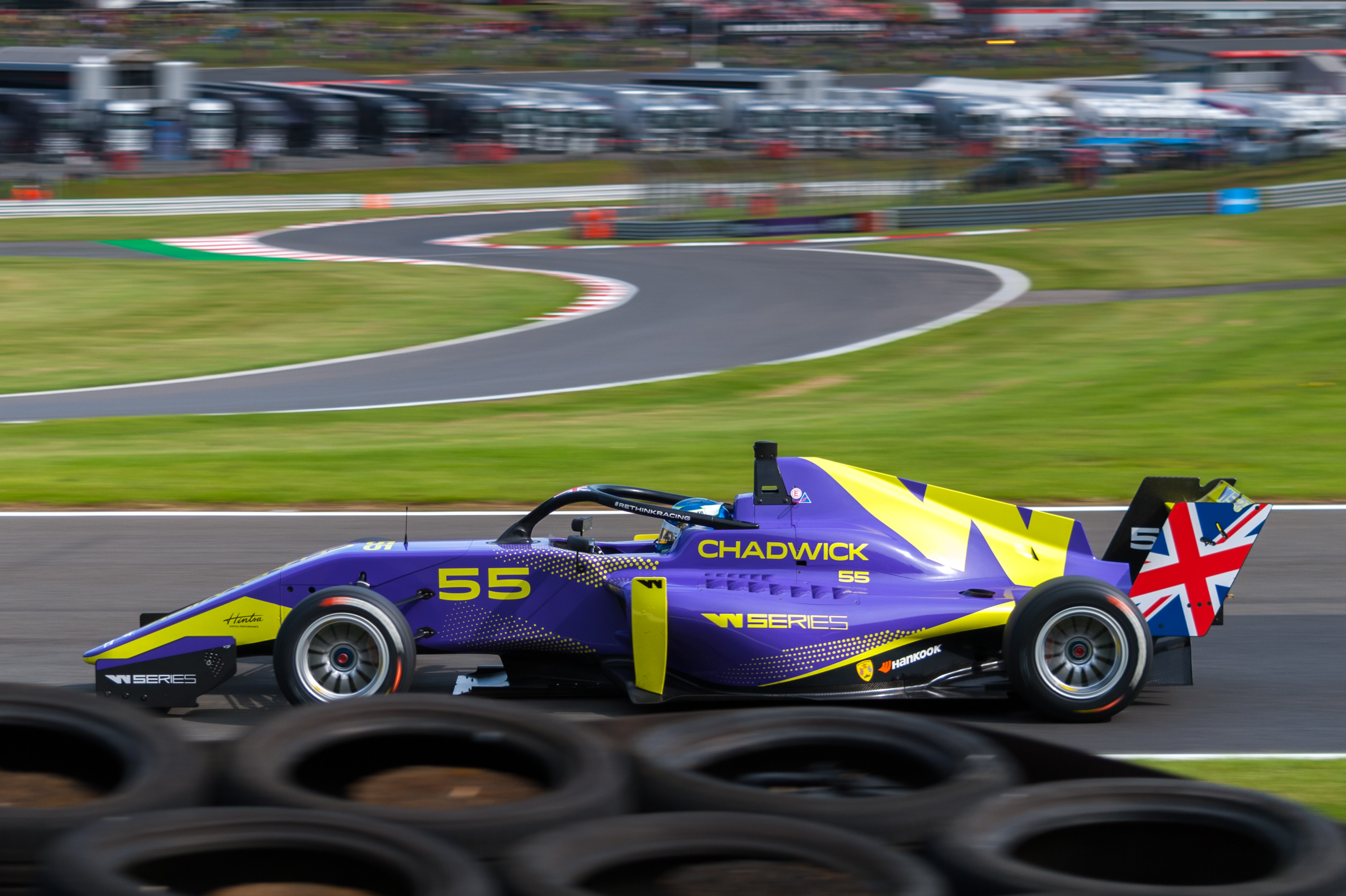
查德威克在布兰兹哈奇赛道舉辦的2019年女子方程式錦標賽賽季最終戰。

2019年3月，查德威克成為女子方程式錦標賽首個賽季的參賽者之一，隨後參加了2019年亞洲區域方程式錦標賽的前三場比賽。查德威克還被宣佈為阿斯頓馬丁賽車隊的官方初級車手，延長了現有可追溯到2014年的非官方關係。在霍根海姆舉行的第一場女子方程式錦標賽比賽中，查德威克表現出色，在練習賽和排位賽中均取得第一名。儘管被愛麗絲·鮑威爾短暫超越，但查德威克還是獲得了女子方程式錦標賽歷史上的第一場胜利。兩週後的佐爾德站比賽，查德威克再次在杆位上起步，但從一開賽就落後於貝茨克維瑟，在鎖死輪胎並隨後跑偏後不得不與鮑威爾激戰，最終穩居第二。
佐爾德站比賽兩天后，查德威克成為第二位加入威廉斯車手學院的車手，並簽約成為威廉姆斯車隊的開發車手。在接下來的一個月米薩諾站的女子方程式錦標賽比賽中，查德威克排在法比安·沃爾文德之後，獲得第二名，但在起跑時超越了她，並頂住了來自維瑟的壓力，讓她獲得了第二個女子方程式錦標賽勝利。查德威克隨後在諾里斯林站的比賽中落後於瑪塔·加西亞和維瑟，在與後者進行了長時間的戰鬥後，她在開始時失去了第二名並以第三名完賽。
在阿森站的比賽中，查德威克杆位起步並獲得第三名，擋住了後期來自維瑟的壓力。在次日的倒排比賽中，查德威克從發車區最後發車，一路奮戰，以第八名完賽。查德威克參加了2019年紐伯格林24小時耐力賽，與亞歷克斯·布倫德爾和彼得·凱特一起駕駛阿斯頓馬丁 Vantage AMR GT4，在SP8組別中獲得第一名，總排名第二十七。查德威克在布兰兹哈奇赛道參加2019年女子方程式錦標賽賽季最終戰，賽前領先第二名的維瑟13 分，並第三次在杆位上發車儘管最初保持領先，但她缺乏比賽節奏並輸給了鮑威爾，埃瑪·基米萊寧和維瑟，但她最終的第四名足以阻止維瑟超越她並贏得首屆女子方程式錦標賽冠軍。
2019年9月，查德威克加入Double R Racing在銀石賽道試駕他們的歐洲方程式公開錦標賽賽車。接下來的一周，查德威克被宣佈為2021年Extreme E錦標賽的參賽車手之一。
2020年，查德威克在2019-20亞洲區域方程式錦標賽中獲得第四名後，獲得了獲得FIA超級駕駛執照資格所需的40分（自由練習的25分）中的10分。
2020年6月16日，在2020年女子方程式錦標賽賽季因2019冠状病毒病疫情而取消後，她宣布加入意大利車隊普雷马车队，成為車隊四位車手的其中一員，參加2020年歐洲方程式錦標賽。儘管她是該領域最有經驗的車手，但她在積分榜上只排在第9位，落後她最近的隊友263分，並為她增加了1個超級駕照積分。

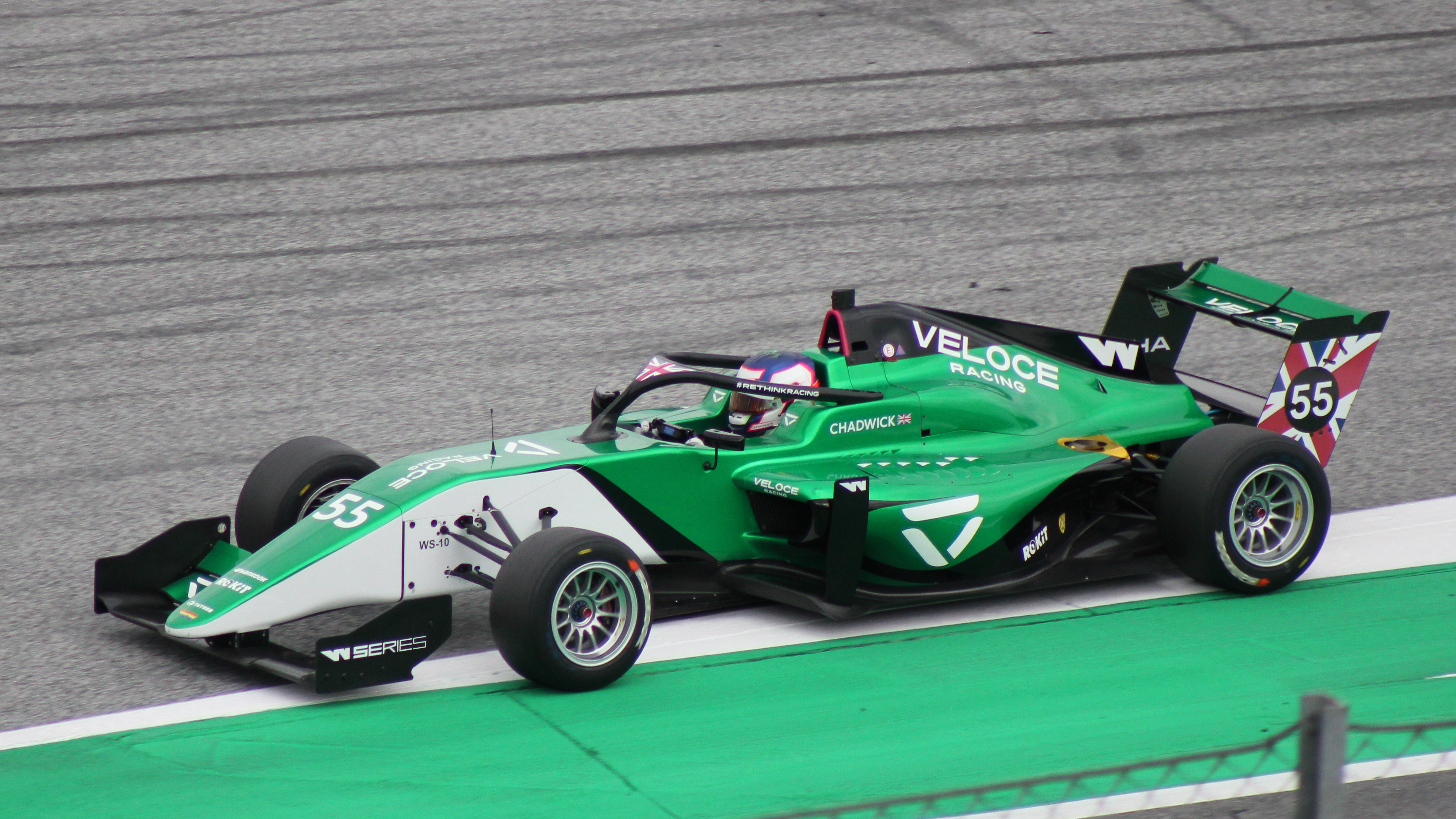
查德威克在2021年女子方程式錦標賽以159分贏得她連續第二個的車手總冠軍。

2021年3月，威廉姆斯車隊宣布查德威克將繼續擔任2021年賽季的發展車手。那年晚些時候，在與愛麗絲·鮑威爾進行了長達一個賽季的激烈競爭後，她成功衛冕2021年女子方程式錦標賽冠軍的頭銜，從而在她的超級駕照積分上增加15分，並讓她在未來可以參加一級方程式的自由練習賽。
2022年3月，威廉姆斯車隊宣布查德威克將繼續留在威廉斯車手學院的發展車手。同時她將會從維羅徹車隊轉到詹纳車隊，繼續參加2022年女子方程式錦標賽。查德威克在邁阿密站雙連賽的第二場比賽中獲得了2022賽季第二場比賽的杆位，車手的第二快的排位賽單圈時間決定了第二場比賽的起步順序。她在第一場比賽的最後一圈超越了埃瑪·基米萊寧，贏得了比賽。第二天，她贏得了第二場比賽，意味著她連續贏得了四場女子方程式比賽，四場比賽都在美國舉行。

## 賽車生涯成績

### 職業生涯摘要
| 賽季      | 賽事                      | 車隊                    | 起步     | 勝利     | 桿位     | 最快圈速 | 頒獎台   | 分數     | 名次     |
| --------- | ------------------------- | ----------------------- | -------- | -------- | -------- | -------- | -------- | -------- | -------- |
| 2013年    | 吉內塔青年錦標賽          | JHR Developments車隊    | 20       | 0        | 0        | 0        | 0        | 221      | 第十     |
| 2014年    | 吉內塔青年錦標賽          | JHR Developments車隊    | 20       | 0        | 0        | 0        | 5        | 287      | 第八     |
| 2015年    | 英國 GT 錦標賽 - GT4      | Beechdean-阿斯顿·马丁   | 9        | 2        | 0        | 0        | 5        | 164.5    | 冠軍     |
| 2016年    | 英國 GT 錦標賽 - GT4      | 阿斯顿·马丁 SuperRacing | 6        | 0        | 0        | 0        | 0        | 29       | 第十五   |
| 2017年    | BRDC 英國三級方程式錦標賽 | 雙R車隊                 | 24       | 0        | 0        | 0        | 1        | 264      | 第九     |
| 2018年    | BRDC 英國三級方程式錦標賽 | 道格拉斯賽車隊          | 24       | 1        | 0        | 0        | 2        | 260      | 第八     |
| 2018–19年 | MRF 挑戰賽                | MRF車隊                 | 15       | 6        | 0        | 5        | 9        | 280      | 冠軍     |
| 2019年    | 女子方程式錦標賽          | Hitech 車隊             | 6        | 2        | 3        | 0        | 5        | 110      | 冠軍     |
| 2019年    | 亞洲區域方程式錦標賽      | Seven GP車隊            | 3        | 0        | 0        | 0        | 0        | 18       | 第十四   |
| 2019年    | 歐洲方程式公開錦標賽      | Double R車隊            | 0        | 0        | 0        | 0        | 0        | 0        | NC       |
| 2019–20年 | 亞洲區域方程式錦標賽      | Absolute Racing車隊     | 15       | 0        | 0        | 2        | 4        | 139      | 第四     |
| 2020年    | 歐洲方程式錦標賽          | 普雷馬車隊              | 23       | 0        | 0        | 0        | 1        | 80       | 第九     |
| 2020年    | 世界一级方程式锦标赛      | 威廉斯車隊              | 發展車手 | 發展車手 | 發展車手 | 發展車手 | 發展車手 | 發展車手 | 發展車手 |
| 2021年    | 女子方程式錦標賽          | 維羅徹車隊              | 8        | 4        | 4        | 3        | 7        | 159      | 冠軍     |
| 2021年    | Extreme E                 | 維羅徹車隊              | 2        | 0        | 0        | 0        | 1        | 48       | 第十     |
| 2021年    | 世界一级方程式锦标赛      | 威廉斯車隊              | 發展車手 | 發展車手 | 發展車手 | 發展車手 | 發展車手 | 發展車手 | 發展車手 |
| 2022年    | 女子方程式錦標賽*         | 詹纳車隊                | 2        | 2        | 1        | 0        | 2        | 50*      | 第一     |
| 2022年    | 世界一级方程式锦标赛      | 威廉斯車隊              | 發展車手 | 發展車手 | 發展車手 | 發展車手 | 發展車手 | 發展車手 | 發展車手 |

### 完整英國 GT 錦標賽參賽成績
(key)(粗體中的比賽表示在組別中的杆位) (用“斜體”表示的比賽表示組別最快圈速)
| 賽季   | 車隊                           | 賽車                      | 組別 | 1      | 2       | 3      | 4       | 5        | 6         | 7      | 8      | 9      | 名次 | 積分  |
| ------ | ------------------------------ | ------------------------- | ---- | ------ | ------- | ------ | ------- | -------- | --------- | ------ | ------ | ------ | ---- | ----- |
| 2015年 | Beechdean車隊-AMR              | 阿斯頓馬丁 V8 Vantage GT4 | GT4  | 奧1 12 | 奧2 DSQ | 羅1 11 | 銀 1 11 | 斯帕1 15 | 布1 13    | 斯1 18 | 斯2 17 | 多1 EX | 冠軍 | 164.5 |
| 2016年 | Generation AMR SuperRacing車隊 | 阿斯頓馬丁 V8 Vantage GT4 | GT4  | 布1 13 | 羅1 20  | 奧1    | 奧2     | 銀1      | 斯帕 1 28 | 斯1 23 | 斯2 20 | 多1 20 | 第15 | 29    |

### 完整女子方程式錦標賽參賽成績
(key)(粗體中的比賽表示在組別中的杆位) (用“斜體”表示的比賽表示組別最快圈速)
| 賽季   | 車隊       | 1       | 2         | 3         | 4         | 5       | 6         | 7       | 8       | 9   | 10  | 名次  | 積分 |
| ------ | ---------- | ------- | --------- | --------- | --------- | ------- | --------- | ------- | ------- | --- | --- | ----- | ---- |
| 2019年 | Hitech車隊 | 霍根1 1 | 佐爾德1 2 | 米薩諾1 1 | 紐倫堡1 3 | 阿森1 3 | 布兰兹1 4 |         |         |     |     | 冠軍  | 110  |
| 2021年 | 維羅徹車隊 | RBR 6   | 紅牛2 1   | 銀石1 3   | 匈1 1     | 斯帕1 2 | 贊1 2     | 美洲1 1 | 美洲2 1 |     |     | 冠軍  | 159  |
| 2022年 | 詹纳車隊   | 邁1 1   | 邁2 1     | 巴塞      | 銀石      | 勒      | 布        | 铃鹿    | 美洲    | 墨1 | 墨2 | 第一* | 50*  |

### 完整歐洲方程式錦標賽參賽成績
(key)(粗體中的比賽表示在組別中的杆位) (用“斜體”表示的比賽表示組別最快圈速)
| 賽季   | 車隊       | 1         | 2         | 3         | 4         | 5          | 6        | 7          | 8         | 9        | 10     | 11     | 12     | 13        | 14         | 15       | 16        | 17       | 18        | 19           | 20         | 21          | 22      | 23      | 24      | 名次 | 積分 |
| ------ | ---------- | --------- | --------- | --------- | --------- | ---------- | -------- | ---------- | --------- | -------- | ------ | ------ | ------ | --------- | ---------- | -------- | --------- | -------- | --------- | ------------ | ---------- | ----------- | ------- | ------- | ------- | ---- | ---- |
| 2020年 | 普雷馬車隊 | 米薩諾1 3 | 米薩諾2 8 | 米薩諾3 6 | 保罗 1 10 | 保罗 2 10† | 保罗 3 9 | 紅牛 1 Ret | 紅牛 2 10 | 紅牛 3 5 | 穆 1 9 | 穆 2 7 | 穆 3 8 | 蒙扎 1 10 | 蒙扎 2 Ret | 蒙扎 3 8 | 加泰 1 10 | 加泰 2 9 | 加泰 3 10 | 伊莫拉 1 Ret | 伊莫拉 2 9 | 伊莫拉 3 10 | 瓦萊1 8 | 瓦萊2 C | 瓦萊3 7 | 第9  | 80   |

† 車手沒有完成比賽，但已完成90%的原定賽程，因而有排名。

### 完整Extreme E參賽成績
(key)
| 賽季   | 車隊       | 賽車            | 1           | 2            | 3           | 4           | 5         | 6         | 7         | 8         | 9             | 10            | 名次 | 分數 |
| ------ | ---------- | --------------- | ----------- | ------------ | ----------- | ----------- | --------- | --------- | --------- | --------- | ------------- | ------------- | ---- | ---- |
| 2021年 | 維羅徹車隊 | 斯帕克 奧德賽21 | 沙漠 排位 9 | 沙漠 正賽 WD | 海洋 排位 5 | 海洋 正賽 2 | 極地 排位 | 極地 正賽 | 海島 排位 | 海島 正賽 | 侏羅紀 排位 6 | 侏羅紀 正賽 6 | 第十 | 48   |

## 外部鏈接
- 官方网站

| 前任： 羅斯·懷利 Jake Giddings | 英國 GT 錦標賽 GT4組別冠軍 2015         | 繼任： Graham Johnson Mike Robinson |
| 前任： 費利佩·德魯科維奇       | MRF Challenge Formula 2000 冠軍 2018–19 | 繼任： Michelangelo Amendola        |
| 前任： 首任                    | 女子方程式錦標賽 冠軍 2019–2021         | 繼任： 現任                         |